# Šahrijar Mamedjarov
Šahrijar Mamedjarov (azerski: Şəhriyar Həmid oğlu Məmmədyarov) (Sumgait, Azerbajdžan, 12. travnja 1985.), azerbajdžanski je šahovski velemajstor. Poznat je po nadimku "Šah". Na rujanskoj ljestvici 2011. svjetske šahovske organizacije je 14., rejtinga 2756 po Elu.